# Natale Bosco
Natale Bosco (Torino, 25 dicembre 1891 – Torino, 15 gennaio 1961) è stato un ciclista su strada italiano.

## Palmarès
- 1911 (individuale, una vittoria)

Piccolo Giro di Lombardia
- 1915 (individuale, una vittoria)

Giro del Piemonte

## Piazzamenti

### Grandi giri
- Giro d'Italia

1913: 22º

### Classiche monumento
- Giro di Lombardia

1911: 24º